# Rhaphuma incarinata
Rhaphuma incarinata là một loài bọ cánh cứng trong họ Cerambycidae.